# Hyoja (métro d'Uijeongbu)
Hyoja (en coréen 효자역) est une station de la ligne U du métro d'Uijeongbu. Elle est située sur la Cheonbo-ro sur le territoire d'Uijeongbu, importante ville de la banlieue nord-ouest de la capitale Séoul, dans la province Gyeonggi en Corée du Sud.

## Situation sur le réseau

Plan du réseau (2023).

La station aérienne Hyoja, sur l'unique ligne (ligne U) du métro d'Uijeongbu, de type VAL, est située entre la station Bureau nord du gouvernement provincial du Gyeonggi, en direction du terminus ouest Balgok, et la station Gonjae, en direction du terminus est Plateforme temporaire de dépôt de véhicules.

## Histoire
La station Hyoja est mise en service le 1er juillet 2012, lors de l'ouverture à l'exploitation des 11,1 km de l'unique ligne, dite ligne U, du métro d'Uijeongbu du type Véhicule automatique léger (VAL),.

## Services aux voyageurs

### Accès et accueil
La station est accessible sur la voie Cheonbo-ro par un escaliers et un ascenseur qui permettent de rejoindre la plateforme intermédiaire avec toilettes et automates pour l'achat des titres de transport. De cette plateforme, deux escaliers et deux ascenseurs permettent de rejoindre les deux quais de la station équipés de portes palières.

### Desserte
Hyoja est desservie de 5h à 24h, à une fréquence qui varie en fonction des périodes, par les rames automatiques du métro d'Uijeongbu.

### Intermodalité
Des parcs pour les vélos sont installés sous la station. Il n'y a pas de stations de bus à proximité.